# مول فلاندرز
«مول فلاندرز» (بالإنجليزية: Moll Flanders)‏ هي رواية من تأليف دانييل ديفو، (الاسم الكامل للرواية هو «حظوظ ومصائب مول فلاندرز الشهيرة»)، نُشرت لأول مرة في عام 1722. يُزعم أن الرواية حقيقية لحياة امرأة تُدعى مول والتي تحمل نفس اسم الرواية، وتوضح الرواية بالتفصيل مآثرها منذ الولادة وحتى الشيخوخة.
بحلول عام 1721، كان ديفو روائيًا مشهورًا، وذلك بعد نجاح رواية روبنسون كروزو في عام 1719. كان عمله في السياسة يخبو في هذه المرحلة، وذلك بسبب سقوط قادة كل من حزب الأحرار وحزب المحافظين الذين كان مرتبطًا بهم؛ كان روبرت والبول يرتقي سلم السياسة وقتها، ولم يكن ديفو على وفاق مع مجموعة والبول. تظهر أفكار ديفو اليمينية واضحة في القصة، وعنوان الرواية الكامل يعطي فكرة عن شكل القصة.
وعادة ما يُفتَرَض أن الرواية من تأليف دانيال ديفو، حيث ينشر اسمه كمؤلف للعمل في الطبعات الحديثة للرواية، إلا أن الطبعة الأصلية لم يكن عليها اسم المؤلف، حيث نشرت بوصفها سيرة ذاتية. تم نسبة وإسناد العمل إلى ديفو من قبل فرانسيس نوبل في عام 1770 بعد وفاة ديفو عام 1731، كان فرانسيس نوبل بائع كتب. تستند الرواية جزئيًا على حياة مول كينغ، وهي مجرمة من لندن التقى بها ديفو أثناء زيارته سجن نيوجيت.
من الناحية التاريخية، يُعد الكتاب في بعض الأحيان موضوع عن رقابة الشرطة.

## القصة

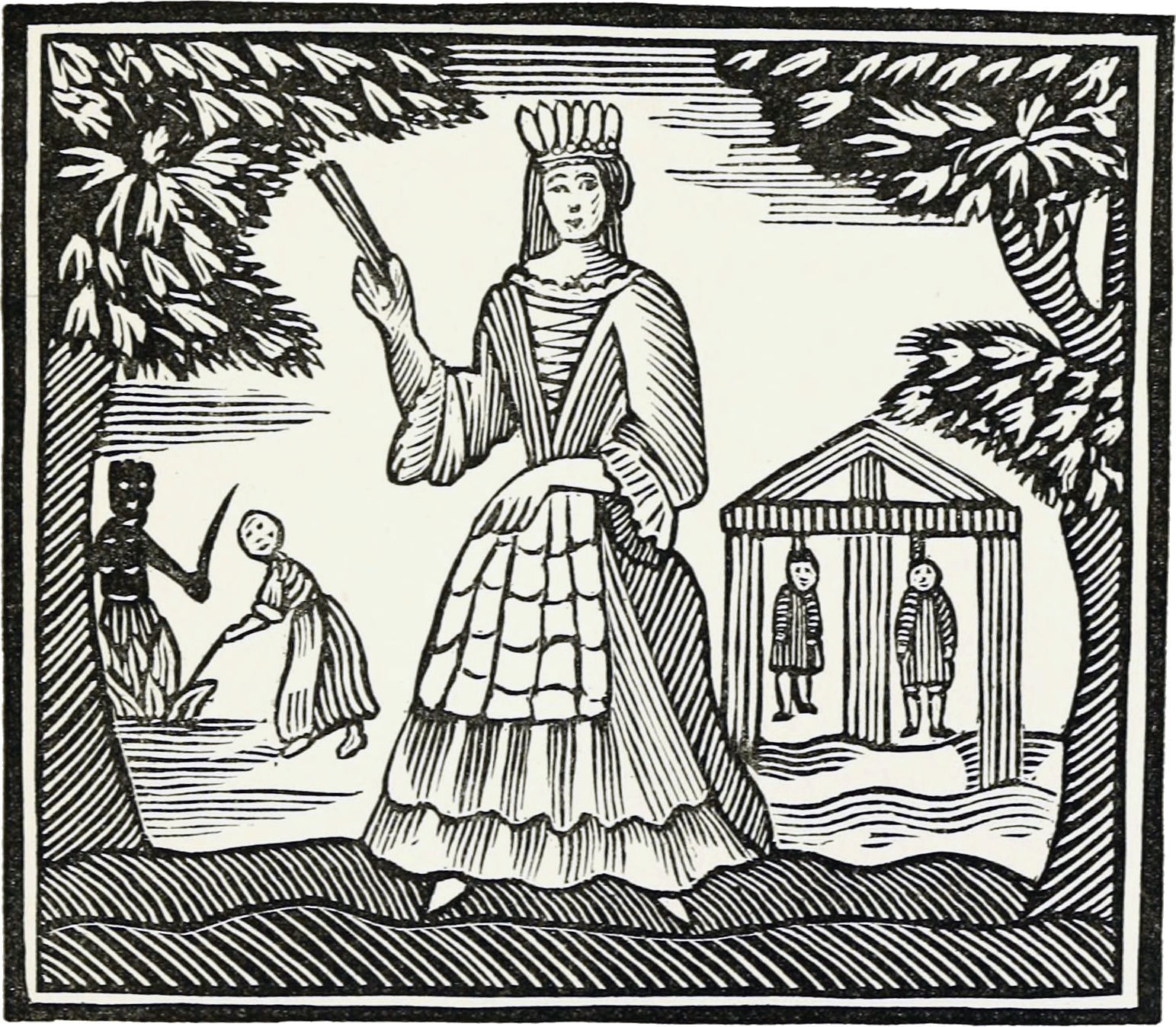
رسم توضيحي لمول فلاندرز من كتاب يعود إلى القرن الثامن عشر من كتابة جون أشتون.

أُدينت والدة مول في سجن نيوجيت بلندن بعقوبة وسيتم تنفيذ حكم الإعدام لها، لكن يتم تأجيل تنفيذ الحكم من خلال «مناشدة بطنها» في إشارة إلى عادة وقف تنفيذ الإعدام بحق الحوامل. يتم ترحيل والدتها في النهاية إلى الولايات المتحدة المستعمرة، تترعرع مول فلاندرز من سن الثالثة حتى المراهقة عند أم حاضنة لطيفة. لم يكن اسم مول فلاندرز اسمها منذ ولادتها، ولكن تم تغييره للحرص على عدم الكشف عنه. تذهب بعد ذلك إلى منزل وتعمل خادمة هناك، لكن يحبها ولدان، ويقنعها الأكبر «بالتصرف وكأنهما متزوجان» في الفراش، لم يكن راغب في الزواج منها، وبدلاً من ذلك يقنعها بالزواج من أخيه الأصغر. تصبح مول فلاندرز أرملة بعد خمس سنوات من الزواج، تترك أطفالها في رعاية أصهارها، وتبدأ في صقل مهارة تصوير نفسها كأرملة محظوظة لجذب الرجل الذي سيتزوجها ويوفر لها الأمان.
تبدأ بالبحث عن الرجل، وفي المرة الأولى التي تقوم فيها بذلك، يتزوجها «تاجر-نبيل»، لكنه شخص مبذر، يؤدي إشرافه إلى إفلاسه وهروبه تاركًا إياها بمفردها، أنجبت طفلًا واحدًا منه، لكنه «دُفن». في المرة الثانية، عملت باحتراف وذهبت إلى مستعمرة فرجينيا في القارة الأمريكية مع رجل لطيف والذي يعرّفها على والدته. بعد إنجاب ثلاثة أطفال (توفي أحدهم)، تعلم مول أن حماتها هي في الواقع أمها البيولوجية، مما يجعل زوجها أخًا غير شقيق لها. قامت أمها بحل زواجهما وبعد الاستمرار في العيش مع شقيقها لمدة ثلاث سنوات، تسافر عائدة إلى إنجلترا، تاركة طفليها وراءها، وتذهب للعيش في باث للبحث عن زوج جديد.
مرة أخرى، تعود مول إلى حيلتها المخادعة وتطور علاقتها مع رجل في باث زوجته محبوسة في مكان آخر بسبب الجنون. كانت علاقتهما في البداية أفلاطونية، لكنها تطورت في النهاية لتصبح مول «عشيقته» في هامرسميث، لندن. يصبح لديهم ثلاثة أطفال (مات اثنان وعاش واحد) ولكن بعد مرض شديد يتوب ويقطع العقد بينه وبين مول ويلتزم لزوجته. ومع ذلك، فقد أكد لمول أن ابنهما سيحظى برعاية جيدة، لذلك تترك وراءها طفلًا آخر.
تبلغ مول الآن 42 عامًا، تلجأ إلى شخص آخر، وهو كاتب بنك، الذي بينما كان لا يزال متزوجًا من زوجة زانية («عاهرة»)، يتقدم لخطبة مول بعد أن عهدت إليه بحيازاتها المالية. أثناء انتظار طلاق المصرفي، تتظاهر مول بأنها تمتلك ثروة كبيرة لجذب زوج ثري آخر من لانكشر، بمساعدة فتاة من معارفها الجدد والتي تشهد على مكانة مول الإجتماعية (الخاطئة). تنجح الحيلة وتتزوج من رجل يفترض أنه ثري يدعي أنه يمتلك ممتلكات في أيرلندا. يدرك كل منهم بسرعة أنه تم خداعهما والتلاعب بهما من قبل معارفهم سابقًا. يعفيها من الزواج ويخبرها أنه مع ذلك ينبغي لها أن ترث أي مال قد يحصل عليه، ينفصلا بعد الاستمتاع بصحبة بعضهما البعض لمدة شهر تقريبًا، لكن سرعان ما تكتشف مول أنها حامل منه، تلد وتعطيها القابلة مقياسًا ثلاثيًا لتكاليف الإنجاب، مع مستوى القيمة لكل طبقة اجتماعية. تستمر في التواصل مع كاتب البنك، على أمل أن يظل معها.
تترك مول مولودها الجديد في رعاية مواطنة مقابل مبلغ 5 جنيهات إسترلينية في السنة. تتزوج مول من المصرفي، لكنها تدرك أنها مخلوقة بشعة، إذ انها ستسيء لهذا الرجل البريء وتخدعه، يعيشون في سعادة لمدة خمس سنوات حتى أن يُفلس ويموت من اليأس، ولم يُذكر مصير طفليهما.
تصبح مول يائسة حقًا الآن، بدأت مسيرة اللصوصية الماهرة والتي كانت من خلال توظيف ذكائها وجمالها وسحرها وأنوثتها، فضلاً عن قساوة قلوبها وشرورها، لتجلب الأمان المالي الذي طالما سعت إليه. أصبحت مشهورة بين هؤلاء «في التجارة»، وأطلق عليها اسم مول فلاندرز. وقد ساعدها خلال مسيرتها المهنية كلص، مديرها، الذي كسب المال أيضًا. (خلال هذا الوقت، أصبحت لفترة وجيزة عشيقة رجل سرقته). يتم القبض على مول أخيرًا من قبل خادمتين بينما كانت تحاول السرقة من منزل.
يقود ذهابها إلى سجن نيوجيت إلى توبتها. في الوقت نفسه، تجتمع مع رفيقها، «زوجها من لانكشر»، الذي سُجن أيضًا لسرقاته، حيث يقر أنه سرق قبل وبعد لقائهما لأول مرة. وُجِدَت مول مذنبة بارتكابها جناية، ولكن ليس السطو، تبقى التهمة الثانية عليها، لكن الحكم هو الإعدام على أي حال. ومع ذلك، تقنع مول الوزير بتوبتها، ويتم نقلها مع زوجها من لانكشر إلى المستعمرات لتجنب الشنق، حيث يعيشان معًا في سعادة. بمجرد وصولها إلى المستعمرات، علمت مول أن والدتها تركت لها مزرعة وأن ابنها (من شقيقها) على قيد الحياة، وكذلك زوجها/شقيقها.
تُعرّف مول نفسها بعناية لأخيها وابنهما، وهما متنكرين. بمساعدة من كويكر، يعثر الاثنان على مزرعة بها 50 خادمًا في ماريلاند. بعد ذلك، تكشف مول عن نفسها لابنها في ولاية فرجينيا ويعطيها ميراث والدتها، وهي مزرعة سيكون هو وكيلها، حيث يوفر لها دخلًا سنويًا قدره 100 جنيه إسترليني. بدورها، تجعله وريثها وتعطيه ساعة ذهبية (مسروقة).
أخيرًا، يبدو أن حياتها القائمة على التواطؤ واليأس قد ولت. بعد وفاة زوجها/شقيقها، تخبر مول زوجها (لانكشر) القصة بأكملها ويسامحها، حيث يقول لها:
في سن 69 (عام 1683)، عاد الاثنان إلى إنجلترا ليعيشا ندمًا على حياتهما القديمة.

## الزيجات والعلاقات والأطفال
مرت مول طوال الرواية بسلسلة من العلاقات الشرعية وغير الشرعية، ومن خلال هذه العلاقات أنجبت العديد من الأطفال. إن الافتقار إلى أسماء الشخصيات وعدم قدرة ديفو على الاحتفاظ بالفروق الواضحة بين شخصياته العديدة المجهولة يمنح القارئ المهمة الصعبة المتمثلة ليس فقط في تتبع الشخصيات ككل، بل بتحديد زيجات مول وعلاقاتها وأطفالها على وجه الخصوص. توضح الجداول التالية علاقات مول وزيجاتها بالترتيب الذي ظهرت به في الرواية بالإضافة إلى أي أطفال قد ولدوا نتيجة للعلاقات.
| الرجل                                  | زواج؟                | أطفال؟  | حالة الأطفال                        | حالة الرجل     | معلومات إضافية |
| -------------------------------------- | -------------------- | ------- | ----------------------------------- | -------------- | --- |
| الأخ الأكبر                            | نعم (غير رسمي)       | لا      | غير معروف                           | على قيد الحياة | حبها الأول |
| الأخ الأصغر (روبين/روبيرت)             | نعم                  | نعم (2) | الاثنان على قيد الحياة              | مات            | لم تحبه |
| التاجر                                 | نعم                  | نعم (1) | مات                                 | على قيد الحياة | كان مغرمًا بها، لكنها لم تحبه |
| مالك المزرعة/ أخ غير شقيق              | نعم                  | نعم (3) | 2 مات، 1 بقي على قيد الحياة (همفري) | مات            | أحبته، ثم اختفى الحب بعد إدراكها سفاح القربى |
| الرجل المتزوج                          | لا (كانت مول كعشيقة) | نعم (3) | مات اثنان، بقي واحد على قيد الحياة  | على قيد الحياة | تخلى عن مول بعد تجربة دينية دفعته إلى الندم. تركت الطفل المتبقي معه |
| جيمي/جيمس المعروف بـ "زوجها من لانكشر" | نعم                  | نعم (1) | على قيد الحياة                      | على قيد الحياة | توافق على الانفصال بعد ادعاء الفقر. تلد مول طفلها سراً وتبيعها لعائلة أخرى بمساعدة القابلة |
| المصرفي                                | نعم                  | نعم (2) | غير معروف                           | مات            | ذُكِر الأطفال بشكل دوري بعد وفاة المصرفي، لكن أوضاعهم ومكان وجودهم غير معروف |
| جيمي/ جيمس (المرة الثانية)             | لا                   | لا      | غير معروف                           | على قيد الحياة | بحثا عن بعضهما البعض وأشعلا حبهما مرة أخرى. انتقلا إلى أمريكا للمطالبة بثروات مول التي حصلت عليها من مزرعة زواجها الثالث. لم شملها مع آخر طفل لها على قيد الحياة من أخيها غير الشقيق، ابنها اسمه همفري. |

| الزيجات الرسمية           | x5 |
| الزيجات غير الرسمية       | x1 |
| دورها كعشيقة              | x1 |
| وفاة الزوج                | x3 |
| وفاة الابن                | x5 |
| الأطفال المنسوبون لها     | x7 |
| الأطفال غير المنسوبون لها | x2 |
| أطفال جمعت بهم            | x1 |

## المواضيع

### السيرة الذاتية الروحية
أحد الموضوعات الرئيسية في الكتاب ومجال البحث العلمي المشهور فيما يتعلق بالكاتب دانييل ديفو هو موضوع السيرة الذاتية الروحية. تُعرَّف السيرة الذاتية الروحية بأنها «نوع من النثر غير الخيالي الذي سيطر على الكتابة البروتستانتية خلال القرن السابع عشر، ولا سيما في إنجلترا، ولا سيما كتابات المنشقين». تتبع الكتب في هذا النوع نمطًا من التوبة الضحلة، يليها السقوط مرة أخرى في الخطيئة، وتبلغ ذروتها في نهاية المطاف في تجربة التحويل الذي له تأثير عميق على مسار الحياة من تلك النقطة إلى الأمام. كان العالمان اللذان قاما بتحليل نمط السيرة الذاتية الروحية في أعمال ديفو ونشرهما في نفس العام، هما جورج ستار وبول هانتر.